# Barregarrow

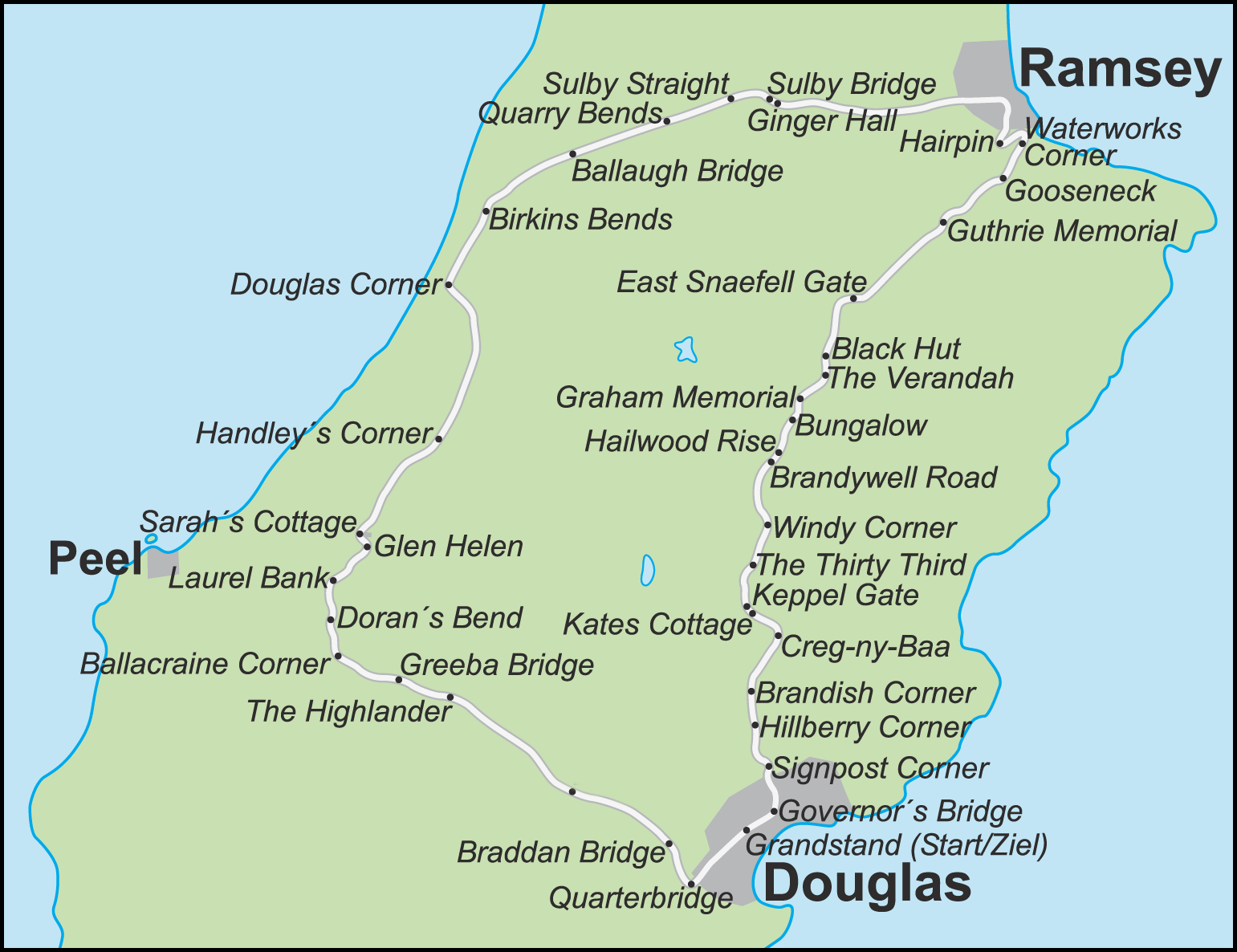
Barregarrow ligt in het westen van het eiland Man tussen Handley's Corner en Douglas Corner

Barregarrow (Manx: Bayr Garroo = Ruwe weg) is een gehucht op het kruispunt van de A3 en de B10 tussen de plaatsen St Johns en Kirk Michael op het eiland Man.

## Isle of Man TT en Manx Grand Prix
Het ligt ook tussen de 12e en de 13e mijlpaal en de markante punten Handley's Corner en Douglas Road Corner van de Snaefell Mountain Course, waar jaarlijks de Manx Grand Prix en de Isle of Man TT worden verreden. Barregarrow maakte ook deel uit van de Highroads Course en de Four Inch Course, die gebruikt werden voor de Gordon Bennett Trial en de RAC Tourist Trophy van 1904 tot 1922. Het hoorde ook bij de St John's Short Course, die voor motorraces werd gebruikt van 1907 tot 1910.
De TT-organisatie (marshals en rijders) bedoelen met "Barregarrow" in het algemeen de scherpe linker bocht aan de onderkant van de heuvel (Bottom of Barregarrow).

### Circuitverloop

#### Barregarrow Cross Roads en Cronk Aashen

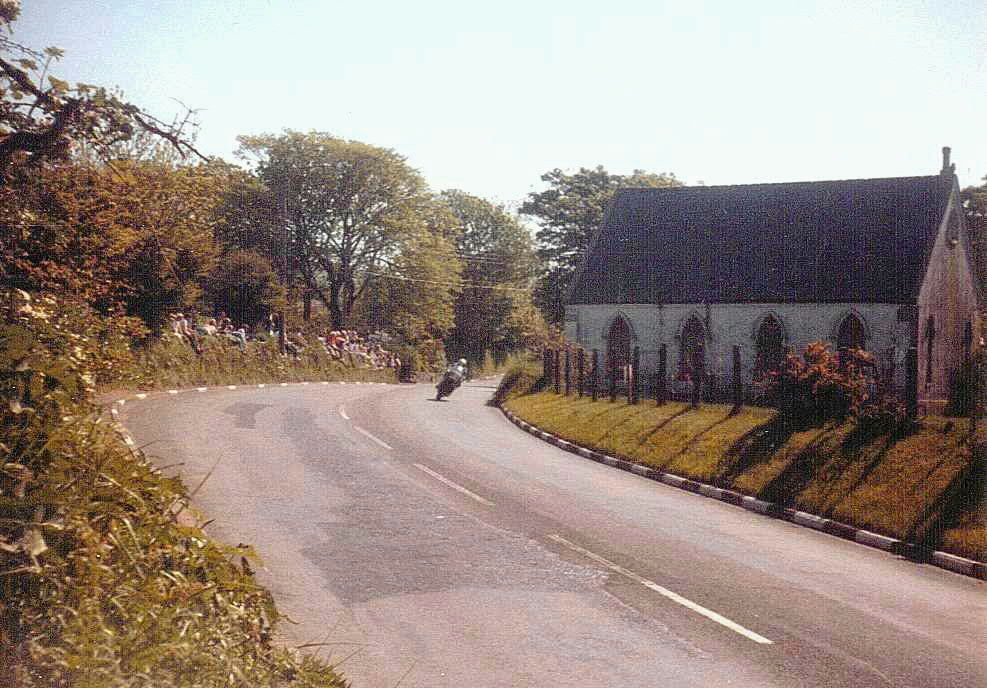
Mick Grant passeert in 1985 de Barre Garroo Methodist Chuch, net voorbij Barregarrow Cross Roads

Vanaf Handley's Corner volgen de coureurs een tamelijk snel stuk met alleen wat flauwe bochten: de 12e mijlpaal, McGuinness's en Ballaskyr. Barregarrow Cross Roads vormt een kruispunt met de A3 en de B10, die naar het noordwesten en de kust loopt en naar het zuidoosten naar de berg Snaefell en uiteindelijk via de B22 en het gehucht Baldwin naar de stad Douglas. Op het kruispunt ligt de "Bayre Garroo Methodist Church", een van de eerste Wesleyan Methodist kerken op het eiland, waar de predikant John Wesley in de jaren zeventig van de 18e eeuw preekte. Hier ligt ook een voormalige zondagsschool en de kennelboerderij en camping Cronk Aashen. Het kruispunt ligt op de top van "Barregarroo hill" twee mijl ten zuiden van Kirk Michael. Men noemt dit punt daarom ook wel "Top of Barregarrow". Coureurs die tijdens de training bij Ballaskyr of Barregarrow met pech stilvallen kunnen soms de campinggasten/toeschouwers overhalen hen via de binnenwegen terug te brengen naar Douglas, waar vaak een reservemotor klaar staat bij de TT Grandstand. Meteen na de kerk ligt een onoverzichtelijke bocht naar links, die de beste coureurs volgas durven te nemen, maar waar de meeste rijders voor afremmen.

#### (Bottom of) Barregarrow
Na de bocht bij Barregarrow Cross Roads dalen de coureurs snel af over een vrijwel recht stuk weg richting de voet van Barregarrow Hill. Ze snijden de linker bocht daar vanaf de rechterkant van de weg aan, langs een smal trottoir dat eindigt bij een stenen brugleuning. De bocht zelf is vrij lastig: doordat de coureurs hier aan de voet van de steile helling komen veren de machines helemaal in, zodat de onderkuip van de stroomlijn soms de grond raakt. Soms kan een motorfiets daar niet tegen: In 1981 braken de voorste framebuizen van de Yamaha van Andy McGladdery, in 1982 brak de bevestiging van het zadel van Jon Ekerold en in 1983 brak de achtervering van Ian Newton, die daardoor in een veld tot stilstand kwam. In 1996 won John McGuinness vier TT-races, maar de Lightweight TT niet. Hij moest in de trainingen voor alle klassen motorfietsen afstellen en wellicht stond die van zijn 250 cc Yamaha daarom te slap. Bij Barregarrow ging hij aan de leiding, maar door de slappe vering sloeg een uitlaat tegen het asfalt, wat voor een tweetaktmotor funest is. Door het vermogensverlies werd McGuinness slechts vierde.
Bovendien moeten de coureurs de gevel van Ivy Cottage ronden, waarvan de bewoners zelfs de regenpijp al hebben verlpaatst omdat coureurs er met hun helm tegenaan reden. Toch nam Bob McIntyre deze bocht met zijn Gilera 500 4C al in de jaren vijftig met 210 km/h en Peter Williams stuurde zijn zware Norton Commando er in de jaren zeventig met ruim 230 km/h doorheen, hoewel hij daar zelf over zei: "Ik wist dat het kon, ik kon het alleen niet geloven." In de bocht raakte de kettingkast van de primaire aandrijving de grond en hij moest een beetje rechtop zitten omdat zijn helm anders hard op de tank sloeg. De voet van Barregarrow is al vrij smal en dat is de uitgang ook, maar daar zit nog een verraderlijk puntje omdat het trottoir in de buitenkant verlaagd is vanwege een inrit, maar daarna niet geleidelijk weer omhoog gaat.

### Gebeurtenissen bij Barregarrow
- 1958: De Rhodesiër Desmond Wolff verongelukte op 6 juni met een Norton Manx tijdens de Senior TT.
- 1975: De Noord-Ier Brian McComb verongelukte op 2 september tijdens de "Lightweight" (250 cc) klasse van de Manx Grand Prix met een Yamaha TZ 250.
- 1989: De Britse zijspanracer John Mulcahy verongelukte op 30 mei tijdens de training met een Suzuki.

## Trivia

### Little Bray
Bij Barregarrow zakken de motorfietsen zó ver door de veren, dat delen de grond raken. Een coureur zei ooit: "Het lijkt of de motorfiets zich door het asfalt wil graven". Iets dergelijks gebeurt ook aan de voet van Bray Hill. Daarom werd de voet van Barregarrow vroeger ook wel "Little Bray" genoemd.

### Herder en kudde
In 1936 stonden er nog geen marshals tussen Barregarrow en Cronk Urleigh en toeschouwers zagen toen de race al begonnen was een pastoor met een aantal gelovigen in de richting van de brug wandelen, terwijl men de eerste motor al hoorde naderen. Volgens een krantenbericht was het dit keer: "de kudde die de herder aanspoorde, in bewoordingen die men normaal niet van de kansel hoort. De klerikale fout werd pas hersteld toen eerste rijder Mellors voorbij kwam".

### Melkboer
Barry Woodland had al drie keer de Production Class D TT gewonnen en wilde in 1991 niets aan het toeval overlaten. Daarom ging hij in 1991 vroeg in de ochtend een verkenningsrondje rijden, maar bij Barregarrow botste hij tegen een melkboer die zijn ronde maakte. Woodland brak een been en kon uiteraard niet rijden.

### Vrachtauto
In 1994 werd de Formula Two TT verplaatst van zaterdag naar zondag, maar dat wist kennelijk niet iedereen. De wegen werden weliswaar afgezet, maar toen de eerste coureurs langs Barregarrow kwamen reed iemand juist een kleine vrachtauto achteruit de weg op.
(Markante punten in cursief zijn onofficiële punten of worden alleen gebruikt binnen Marshal Sectors)
1e mijl:
TT Grandstand ·
Nobles Park ·
St Ninian's Crossroads ·
Bray Hill ·
Ago's Leap ·
Quarterbridge Road ·
1st Milestone ·
2e mijl:
Wal Handley Memorial Seat ·
Quarterbridge ·
Port-y-Chee Meadow ·
Braddan Bridge ·
Jubilee Oak ·
Braddan Bridge House ·
Braddan Depot ·
Snugborough (Cronk Dhoo) ·
2nd Milestone ·
3e mijl:
Union Mills (Mullen Dhoo, Mwyllin Dhoo Aah, Mullin Doway) ·
Railway Inn ·
Ballahutchin Hill (Elm Bank Hill) ·
3rd Milestone ·
4e mijl:
Ballafreer ·
Glenlough ·
Ballagarey Corner ·
Glen Vine (Glen Darragh) ·
Ballabeg ·
4th Milestone ·
5e mijl:
Crosby ·
Crosby Left (Vicarage Corner) ·
Crosby Cross-Roads ·
5th Milestone ·
6e mijl:
Crosby Hill (Ballaglonney Hill of Halfway Hill) ·
Halfway House (The Waggon & Horses) ·
St Trinian's ·
The Highlander ·
Greeba Verandah ·
Pear Tree Cottage ·
Greeba Castle ·
6th Milestone ·
7e mijl:
Appledene (Shimmin's Corner) ·
Central Valley (Greeba Gap) ·
Greeba Bridge ·
The Hawthorn ·
Knock Breck ·
Gorse Lea ·
7th Milestone ·
8e mijl:
Ballagarraghyn ·
Ballacraine ·
Ballaspur ·
Ballig ·
8th Milestone ·
9e mijl:
Ballig Bridge ·
Doran's Bend ·
Laurel Bank ·
9th Milestone ·
10e mijl
Glen Moar Mill ·
Black Dub ·
Quarter-Distance Marker ·
The Vaish ·
Glen Helen (Glen Rhenass) ·
Sarah's Cottage ·
Creg Willey's Hill ·
10th Milestone ·
11e mijl:
Lambfell Beg ·
Lambfell (Moar) Cottage ·
Cronk-y-Voddy (Cronk-y-Voddy Straight) ·
Cronk-y-Voddy Cross Roads ·
Molyneux's ·
Cronk Bane Farm ·
11th Milestone ·
12e mijl:
Drinkwater's Bend ·
Handley's Corner (Cronk-y-Fedjag, Ballamenagh) ·
12th Milestone ·
13e mijl:
McGuinness's (Shoughlaigue Bridge) ·
Ballaskyr ·
Barregarrow Cross Roads (Cronk Aashen) ·
Barregarrow ·
Little Bray ·
Barregarrow Bottom ·
Cammal Farm ·
Cronk Urleigh ·
13th Milestone ·
14e mijl:
Ballalonna Bridge ·
Westwood Corner ·
Ballakinnag ·
14th Milestone ·
15e mijl:
Douglas Road Corner ·
Glen Wyllin Corner ·
The Mitre ·
Dave Saville Memorial Seat ·
Kirk Michael ·
The White House ·
15th Milestone ·
16e mijl:
Birkin's Bend ·
Rhencullen ·
Bishopscourt ·
Bishopscourt Farm Bends ·
Bishopscourt Straight ·
Orrisdale North ·
16th Milestone ·
17e mijl:
Dub Cottage (Bishop's Dub) ·
Alpine Cottage ·
Balla Cobb ·
17th Milestone ·
18e mijl:
Ballaugh Bridge ·
Ballaugh ·
Gwen's ·
Ballacrye Corner ·
Ballacrye ·
18th Milestone ·
19e mijl:
Quarry Bends ·
Ballavolley ·
Wildlife Park ·
Sulby Straight ·
Half-distance Marker ·
19th Milestone ·
20e mijl:
Sulby ·
Sulby Glen Hotel ·
Sulby Crossroads ·
Sulby Bridge ·
20th Milestone ·
21e mijl:
Ginger Hall ·
Kerrowmoar ·
21st Milestone ·
22e mijl:
Glen Duff ·
Glentramman ·
Temple Corner (Water Through Corner) ·
Glentramman Loop Road ·
Churchtown ·
Caravan ·
22nd Milestone ·
23e mijl:
Lezayre War Memorial ·
Ballakillingan ·
Conker Fields ·
K-tree ·
Sky Hill ·
Milntown Cottage (Pinfold Cottage) ·
Milntown Bridge (Glen Auldyn Bridge) ·
Milntown ·
Gardener's Lane ·
23rd Milestone ·
24e mijl:
Lezayre Road ·
School House Corner (Crossags, Russel's Corner) ·
Parliament Square ·
Queen's Pier Road ·
Ramsey Depot ·
Cruickshanks Corner ·
May Hill ·
24th Milestone ·
25e mijl:
Whitegates ·
Stella Maris ·
Ramsey Hairpin ·
Little Gooseneck ·
Water Works Corner ·
Ballure Reservoir ·
Mountain Section ·
Tower Bends ·
25th Milestone ·
26e mijl:
Gooseneck ·
Joey's (26th Milestone) ·
27e mijl:
Guthrie's Memorial ·
The Cutting ·
27th Milestone ·
28e mijl:
Milligan's Bridge ·
Mountain Mile ·
28th Milestone ·
29e mijl:
Three-Quarter distance marker ·
Mountain Box (East Mountain Gate, East Snaefell Gate) ·
29th Milestone ·
30e mijl:
Casey's (Rice's Corner, George's Folly) ·
Black Hut (Stonebreakers Hut, Shepherd's Hut) ·
John Smyth Memorial Shelter ·
Verandah ·
30th Milestone ·
31e mijl:
Bungalow Bridge ·
Stonebridge ·
Les Graham Memorial ·
Bungalow Bends ·
McIntyre Box ·
Murray's Museum ·
Joey Dunlop Memorial ·
The Bungalow ·
31st Milestone ·
32e mijl:
Hailwood's Rise ·
Hailwood's Height ·
Brandywell (West Mountain Gate, Beinn-y-Phott Gate, Bungalow Gate) ·
Duke's (32nd Milestone) ·
33e mijl:
Windy Corner (Nobles Corner) ·
Nobles Park Road ·
Slieu Lhost Quarry ·
Thirty-Third (33rd Milestone) ·
34e mijl:
Keppel Gate (Clarke's Corner) ·
Kate's Cottage (Shepherd's House) ·
34th Milestone ·
35e mijl:
Creg-ny-Baa (the Keppel Hotel) ·
Gob-ny-Geay (Sunny Orchard) ·
35th Milestone ·
36e mijl:
Brandish Corner (Telegraph Hill, O'Donnell's en Upper Hillberry Corner) ·
Hillberry Corner ·
36th Milestone ·
37e mijl:
Glen Dhoo Farm ·
Hillberry Road ·
Cronk-ny-Mona ·
Johnny Watterson's Lane ·
Signpost Corner ·
Bedstead Corner ·
The Nook ·
37th Milestone ·
38e mijl:
Bemahague ·
Governor's Bridge ·
Governor's Dip ·
Glencrutchery Road ·
38th Milestone